# 東南アジア英字新聞
東南アジア英字新聞 (英語: The Southeast Asia Weekly、略称:SEA) は、カンボジアのプノンペンで刊行されている週刊の英字新聞である。クメール語でも発行している。

## 概要
2006年に、カンボジア政府の情報省によるライセンスが付与され、カンボジア・ウィークリー（The Cambodia Weekly）から名称を変更して創刊した。全面カラーのタブロイド判を採用している。
カンボジア大学と提携する非営利団体が運営しているが、新聞に掲載している見解・意見は「東南アジア英字新聞」に帰属しており、カンボジア大学の見解を反映したものではない。
主に、教育・文化・情報の3分野に関する報道を行っている。